# Jean Metzinger
Jean Metzinger (n. 24 iunie 1883, Nantes, Franța – d. 3 noiembrie 1956, Paris, Franța) a fost un pictor, teoretician, scriitor, critic de artă și poet francez. 
Lucrările sale dintre 1900 și 1904 par a purta influența neoimpresionismului în stilul unor lucrări ale lui Georges Seurat și Henri Edmond Cross. Între 1904 și 1907, a creat în stilurile divizionist și fauvist. Din 1908 a trecut la cubism, atât ca artist, cât și ca teoretician, devenind unul dintre gânditorii principali ai curentului. Jean Metzinger și Albert Gleizes au scris primul tratat major despre această direcție artistică, intitulat Du "Cubisme" (în română Despre cubism) în 1912.
Metzinger a fost unul dintre membrii fondatori ai grupului artistic Section d'Or. Opere ale sale au fost prezentate de către regimul nazist în cadrul expoziției denigratoare Artă degenerată.

## Lucrări ale lui Jean Metzinger în colecții muzeale
- The Metropolitan Museum of Art
- Philadelphia Museum of Art
- Kröller-Müller Museum, Otterlo, Netherlands
- Museum of Fine Arts Boston Arhivat în 4 martie 2016, la Wayback Machine.
- Centre Pompidou – Musée National d'Art Moderne, Paris, France
- Musée d'Art Moderne de la Ville de Paris
- Art Institute of Chicago
- Peggy Guggenheim Collection, Venice
- Museum of Modern Art, New York
- Dallas Museum of Art
- National Galleries Scotland Arhivat în 4 martie 2016, la Wayback Machine.
- Harvard University Art Museums, Massachusetts
- Johnson Museum of Art at Cornell University, Ithaca, New York
- Minneapolis Institute of Arts, Minnesota
- National Gallery of Victoria, Australia
- Smart Museum of Art at the University of Chicago
- Tate Gallery, London, UK
- University of Iowa Museum of Art, Iowa City[nefuncțională]
- Art Museum of West Virginia University, Morgantown Arhivat în 19 decembrie 2020, la Wayback Machine.